# Angelica Aposteanu
Angelica Aposteanu   (Bistrița, 21 d'agost de 1954), de casada Chertic, és una ex-remadora romanesa que va competir durant les dècades de 1970 i 1980.
El 1980 va prendre part en els Jocs Olímpics de Moscou, on guanyà la medalla de bronze en la competició del vuit amb timoner del programa de rem. Al seu palmarès també destaquen dues medalles de bronze al Campionat del món de rem, en el quatre amb timoner el 1974 i en el dos sense timoner el 1975.